# 徐珪 (欽州知州)
徐珪（15世紀—16世紀），字良璧，號翠巖，浙江衢州府開化縣人，明朝政治人物。

## 生平
徐珪個性孝友，與弟弟徐瑲跟隨吾哻學習，弘治二年（1489年）中舉人，次年（1490年）會試中副榜，任職唐縣教諭，主考福建鄉試，考績第一升任羅源知縣，在當地平定梅寇、修築城垣，有疑獄必定諮詢旁人，亦盡力除去弊政，曾主修弘治《羅源志》十卷。之後他升任欽州知州，人民捕魚為生，之前地方賦稅過重令魚獲減少，他就任後恢復原來賦稅，魚獲因此復還，人民建「還魚亭」紀念他，又有歌謠曰：「潮陽鱷欽海，魚魚利再興。」除去鱷害後因病歸鄉，鄉民爭鄉請求他留任。

## 引用
1. 1 2  光緒《開化縣志·卷八·人物志上》：徐珪 字良璧，號翠巖，天性孝友，與弟瑲同師吾哻，以會試乙榜授唐縣教諭，典福建文衡，考風憲第一。擢羅源令，平梅寇、築城垣，入祀名宦；陞欽州守有惠政，時欽民以漁為業，前此賦繁而魚徙，珪反其政，魚復還，民建還魚亭，且為之謠曰：「潮陽鱷欽海，魚魚利再興。」鱷害除，以疾歸，民爭留之。
2. ↑  光緒《開化縣志·卷七·選舉志》：宏治二年己酉科（舉人）……徐珪 知州，有傳
3. ↑  道光《羅源縣志·卷十六·政績志》：徐珪，字良璧，開化人，以唐縣教諭聘典福建文衡，擢知邑事。施仁布義，有疑獄必廣詢諸人，凡政病者皆力除之，嘗修宏治《羅源志》十卷，後陞欽州守。
4. ↑  道光《欽州志·卷八·宦績志》：徐珪 職官志作徐奎 ，字良璧，開化人，以會試乙榜授欽州牧。欽民以漁為業，前此賦繁而魚徙，珪反其政，魚復還，民建還魚亭以志之。 同上（阮志引《浙江通志》）